# Aiko
Aiko (敬宮愛子内親王 Toshi-no-miya Aiko Naishinnō), Prinsessan Toshi, Aiko av Japan, född 1 december 2001 i Tokyo, är dotter och enda barnet till Japans kejsarpar, Naruhito och Masako.

## Biografi

### Födsel
Prinsessan Aiko föddes 1 december 2001 klockan 14:43 på det kejserliga hushållssjukhuset i kejsarpalatset i Tokyo.

### Namn
Hon fick namnet Aiko i en namngivningsceremoni som traditionsenligt hölls på den sjunde dagen efter födelsen. Aiko betyder en person som älskar andra eller kärleksbarn. Hon fick även den kungliga titeln prinsessan Toshi, som betyder en person som respekterar andra, en formell titel som bortfaller om hon gifter sig.
Namnet valdes inte av kejsaren, så som traditionen bjuder, utan av flickans föräldrar som vid tillfället var kronprinspar. Aiko är idag ett vanligt japanskt förnamn. I Sverige finns 2019 72 kvinnor som bär namnet Aiko.

### Utbildning
2006 började prinsessan förskolan på Gakushuin Kindergarten i Tokyo.
2014 började hon på Gakushuin Girls’ Junior High School, efter avklarad utbildning 2017 fortsatte hon som 15-åring på Gakushuin Girls’ Senior High School.

## Tronföljd
Aiko är inte tronarvinge då de japanska lagarna inte tillåter kvinnor att ärva tronen. Det är istället hennes farbror prins Fumihito som är först i tronföljden, den andra i tronföljden är Fumihitos son prins Hisahito.
Det har diskuterats kring att ändra lagarna kring tronföljden eftersom ingen manlig tronföljare hade fötts på över 41 år. Detta ändrades dock när Naruhitos bror prins Fumihito och hans fru prinsessan Kiko fick sin son prins Hisahito 2006. Förslagen om att ändra lagen lades efter födseln på hyllan.